# Coppa del Brasile 2017
La Coppa del Brasile 2017 (ufficialmente in portoghese Copa do Brasil 2017) è stata la 29ª edizione della Coppa del Brasile.

## Formula
Nei primi due turni sono previste partite di sola andata. Nel primo turno, dove la partita si disputa turno in casa della squadra con la peggior posizione nel Ranking CBF, in caso di pareggio nei tempi regolamentari si classifica al turno seguente la squadra ospite (quella con la miglior posizione nel Ranking CBF); nel secondo turno, invece, in caso di pareggio sono previsti i tiri di rigore.
Dal terzo turno in poi si disputano partite a eliminazione diretta con gare di andata e ritorno. In caso di pareggio nei tempi regolamentari, passa la squadra che ha realizzato il maggior numero di gol fuori casa. Nel caso non sia possibile determinare un vincitore con la regola dei gol fuori casa, sono previsti i tiri di rigore. La regola dei gol fuori casa non si applica per la finale.

## Partecipanti
11 squadre ammesse di diritto a partire dagli ottavi di finale (8 per essersi qualificate alla Coppa Libertadores 2017, la vincitrice della Copa do Nordeste 2016, la vincitrice della Copa Verde 2016 e la vincitrice della Série B 2016), 70 squadre ammesse tramite piazzamenti nelle competizioni statali, 10 tramite Ranking CBF.

### Qualificati agli ottavi di finale
Squadre ammesse direttamente agli ottavi di finale:
| Squadra          | Città          | Stato             | Motivo qualificazione                            |
| ---------------- | -------------- | ----------------- | ------------------------------------------------ |
| Chapecoense      | Chapecó        | Santa Catarina    | Vincitore della Coppa Sudamericana 2016          |
| Grêmio           | Porto Alegre   | Rio Grande do Sul | Vincitore della Coppa del Brasile 2016           |
| Palmeiras        | San Paolo      | San Paolo         | Vincitore del Campeonato Brasileiro Série A 2016 |
| Santos           | Santos         | San Paolo         | 2° nel Campeonato Brasileiro Série A 2016        |
| Flamengo         | Rio de Janeiro | Rio de Janeiro    | 3° nel Campeonato Brasileiro Série A 2016        |
| Atlético Mineiro | Belo Horizonte | Minas Gerais      | 4° nel Campeonato Brasileiro Série A 2016        |
| Botafogo         | Rio de Janeiro | Rio de Janeiro    | 5° nel Campeonato Brasileiro Série A 2016        |
| Athl. Paranaense | Curitiba       | Paraná            | 6° nel Campeonato Brasileiro Série A 2016        |
| Santa Cruz       | Recife         | Pernambuco        | Vincitore della Copa do Nordeste 2016            |
| Paysandu         | Belém          | Pará              | Vincitore della Copa Verde 2016                  |
| Atl. Goianiense  | Goiânia        | Goiás             | Vincitore del Campeonato Brasileiro Série B 2016 |

### Competizioni statali
Squadre ammesse per il miglior piazzamento nei campionati o nelle coppe statali:
| Stato               | Squadra (Città)                             | Motivo qualificazione                                   |
| ------------------- | ------------------------------------------- | ------------------------------------------------------- |
| Acre                | Atlético Acreano (Rio Branco)               | Vincitore del Campionato Acriano 2016                   |
| Acre                | Rio Branco-AC (Rio Branco)                  | 2° nel Campionato Acriano 2016                          |
| Alagoas             | CRB (Maceió)                                | Vincitore del Campionato Alagoano 2016                  |
| Alagoas             | CSA (Maceió)                                | 2° nel Campionato Alagoano 2016                         |
| Alagoas             | Murici (Murici)                             | 3° nel Campionato Alagoano 2016                         |
| Amapá               | Santos-AP (Macapá)                          | Vincitore del Campionato Amapaense 2016                 |
| Amazonas            | Fast Clube (Manaus)                         | Vincitore del Campionato Amazonense 2016                |
| Amazonas            | Princesa do Solimões (Manacapuru)           | 2° nel Campionato Amazonense 2016                       |
| Bahia               | Vitória (Salvador)                          | Vincitore del Campionato Baiano 2016                    |
| Bahia               | Bahia (Salvador)                            | 2° nel Campionato Baiano 2016                           |
| Bahia               | Vitória da Conquista (Vitória da Conquista) | Vincitore della Copa Governador do Estado da Bahia 2016 |
| Ceará               | Fortaleza (Fortaleza)                       | Vincitore del Campionato Cearense 2016                  |
| Ceará               | Uniclinic (Fortaleza)                       | 2° nel Campionato Cearense 2016                         |
| Ceará               | Guarani de Juazeiro (Juazeiro do Norte)     | Vincitore della Copa Fares Lopes 2016                   |
| Distretto Federale  | Luziânia (Luziânia, Goiás)                  | Vincitore del Campionato Brasiliense 2016               |
| Distretto Federale  | Ceilândia (Ceilândia)                       | 2° nel Campionato Brasiliense 2016                      |
| Espírito Santo      | Desportiva (Cariacica)                      | Vincitore del Campionato Capixaba 2016                  |
| Goiás               | Goiás (Goiânia)                             | Vincitore del Campionato Goiano 2016                    |
| Goiás               | Anápolis (Anápolis)                         | 2° nel Campionato Goiano 2016                           |
| Goiás               | Vila Nova (Goiânia)                         | 4° nel Campionato Goiano 2016                           |
| Maranhão            | Moto Club (São Luís)                        | Vincitore del Campionato Maranhense 2016                |
| Maranhão            | Sampaio Corrêa (São Luís)                   | 2° nel Campionato Maranhense 2016                       |
| Mato Grosso         | Luverdense (Lucas do Rio Verde)             | Vincitore del Campionato Matogrossense 2016             |
| Mato Grosso         | Sinop (Sinop)                               | 2° nel Campionato Matogrossense 2016                    |
| Mato Grosso         | Cuiabá (Cuiabá)                             | Vincitore della Copa FMF 2016                           |
| Mato Grosso do Sul  | Sete de Dourados (Dourados)                 | Vincitore del Campionato Sul-Matogrossense 2016         |
| Mato Grosso do Sul  | Comercial-MS (Campo Grande)                 | 2° nel Campionato Sul-Matogrossense 2016                |
| Minas Gerais        | América-MG (Belo Horizonte)                 | Vincitore del Campionato Mineiro 2016                   |
| Minas Gerais        | Cruzeiro (Belo Horizonte)                   | 3° nel Campionato Mineiro 2016                          |
| Minas Gerais        | URT (Patos de Minas)                        | 4° nel Campionato Mineiro 2016                          |
| Minas Gerais        | Caldense (Poços de Caldas)                  | 5° nel Campionato Mineiro 2016                          |
| Pará                | São Francisco-PA (Santarém)                 | 2° nel Campionato Paraense 2016                         |
| Pará                | São Raimundo-PA (Santarém)                  | 3° nel Campionato Paraense 2016                         |
| Pará                | Remo (Belém)                                | 4° nel Campionato Paraense 2016                         |
| Paraíba             | Campinense (Campina Grande)                 | Vincitore del Campionato Paraibano 2016                 |
| Paraíba             | Botafogo-PB (João Pessoa)                   | 2° nel Campionato Paraibano 2016                        |
| Paraná              | Coritiba (Curitiba)                         | 2° nel Campionato Paranaense 2016                       |
| Paraná              | Paraná (Curitiba)                           | 3° nel Campionato Paranaense 2016                       |
| Paraná              | PSTC (Cornélio Procópio)                    | 4° nel Campionato Paranaense 2016                       |
| Pernambuco          | Sport Recife (Recife)                       | 2° nel Campionato Pernambucano 2016                     |
| Pernambuco          | Náutico (Recife)                            | 3° nel Campionato Pernambucano 2016                     |
| Pernambuco          | Salgueiro (Salgueiro)                       | 4° nel Campionato Pernambucano 2016                     |
| Piauí               | River (Teresina)                            | Vincitore del Campionato Piauiense 2016                 |
| Piauí               | Altos (Altos)                               | 2° nel Campionato Piauiense 2016                        |
| Rio de Janeiro      | Vasco da Gama (Rio de Janeiro)              | Vincitore del Campionato Carioca 2016                   |
| Rio de Janeiro      | Fluminense (Rio de Janeiro)                 | 3° nel Campionato Carioca 2016                          |
| Rio de Janeiro      | Volta Redonda (Volta Redonda)               | 5° nel Campionato Carioca 2016                          |
| Rio de Janeiro      | Boavista-RJ (Saquarema)                     | 6° nel Campionato Carioca 2016                          |
| Rio de Janeiro      | Friburguense (Nova Friburgo)                | 2° nella Copa Rio 2016                                  |
| Rio Grande do Norte | ABC (Natal)                                 | Vincitore del Campionato Potiguar 2016                  |
| Rio Grande do Norte | América-RN (Natal)                          | 2° nel Campionato Potiguar 2016                         |
| Rio Grande do Norte | Globo (Ceará-Mirim)                         | 3° nel Campionato Potiguar 2016                         |
| Rio Grande do Sul   | Internacional (Porto Alegre)                | Vincitore del Campionato Gaúcho 2016                    |
| Rio Grande do Sul   | Juventude (Caxias do Sul)                   | 2° nel Campionato Gaúcho 2016                           |
| Rio Grande do Sul   | São José-RS (Porto Alegre)                  | 4° nel Campionato Gaúcho 2016                           |
| Rio Grande do Sul   | Ypiranga-RS (Erechim)                       | 2° nella Super Copa Gaúcha 2016                         |
| Rondônia            | Rondoniense (Porto Velho)                   | Vincitore del Campionato Rondoniense 2016               |
| Roraima             | São Raimundo-RR (Boa Vista)                 | Vincitore del Campionato Roraimense 2016                |
| San Paolo           | Audax (Osasco)                              | 2° nel Campionato Paulista 2016                         |
| San Paolo           | Corinthians (San Paolo)                     | 3° nel Campionato Paulista 2016                         |
| San Paolo           | São Bento (Sorocaba)                        | 5° nel Campionato Paulista 2016                         |
| San Paolo           | Santo André (Santo André)                   | Vincitore del Campionato Paulista Série A2 2016         |
| San Paolo           | Ferroviária (Araraquara)                    | 2° nella Copa Paulista 2016                             |
| Santa Catarina      | Joinville (Joinville)                       | 2° nel Campionato Catarinense 2016                      |
| Santa Catarina      | Criciúma (Criciúma)                         | 3° nel Campionato Catarinense 2016                      |
| Santa Catarina      | Figueirense (Florianópolis)                 | 4° nel Campionato Catarinense 2016                      |
| Santa Catarina      | Brusque (Brusque)                           | 5° nel Campionato Catarinense 2016                      |
| Sergipe             | Sergipe (Aracaju)                           | Vincitore del Campionato Sergipano 2016                 |
| Sergipe             | Itabaiana (Itabaiana)                       | 2° nel Campionato Sergipano 2016                        |
| Tocantins           | Gurupi (Gurupi)                             | Vincitore del Campionato Tocantinense 2016              |

### Ranking
Squadre ammesse per il miglior piazzamento nel Ranking CBF 2017:
| Pos | Squadra     | Città             | Stato          |
| --- | ----------- | ----------------- | -------------- |
| 8   | San Paolo   | San Paolo         | San Paolo      |
| 15  | Ponte Preta | Campinas          | San Paolo      |
| 23  | Ceará       | Fortaleza         | Ceará          |
| 25  | Avaí        | Florianópolis     | Santa Catarina |
| 32  | Bragantino  | Bragança Paulista | San Paolo      |
| 39  | Portuguesa  | San Paolo         | San Paolo      |
| 41  | Boa Esporte | Varginha          | Minas Gerais   |
| 42  | Oeste       | Itápolis          | San Paolo      |
| 43  | ASA         | Arapiraca         | Alagoas        |
| 45  | Londrina    | Londrina          | Paraná         |

## Risultati

### Primo turno

#### Sorteggio
Gli accoppiamenti sono stati determinati tramite sorteggio il 15 dicembre 2016. Le squadre sono state divise in otto urne (da A a H) in base alla posizione occupata nel Ranking CBF (a parità di posizione nel Ranking Nacional de Clubes viene considerata la miglior posizione delle federazione statale di appartenenza nel Ranking Nacional de Federações). Sono poi state abbinate tramite sorteggio accoppiando una squadra dell'urna A con una dell'urna E, una della B con una della F, una della C con una della G e una della D con una della H.
Tra parentesi è indicata la posizione nel Ranking CBF.
| Urna A | Urna B | Urna C | Urna D |
| --- | --- | --- | --- |
| Corinthians (4) Cruzeiro (6) Internacional (7) San Paolo (8) Fluminense (10) Vasco da Gama (13) Coritiba (14) Ponte Preta (15) Figueirense (16) Sport Recife (17)         | Goiás (18) Vitória (20) Bahia (21) América-MG (22) Ceará (23) Avaí (24) Criciúma (25) Joinville (28) Náutico (29) ABC (31)                                                          | Bragantino (32) Paraná (33) América-RN (34) Luverdense (35) Sampaio Corrêa (36) CRB (37) Juventude (38) Portuguesa (39) Fortaleza (40) Boa Esporte (41)                   | Oeste (42) ASA (43) Vila Nova (44) Londrina (45) Botafogo-PB (46) Salgueiro (49) Cuiabá (52) Remo (57) Ypiranga-RS (62) River (65)                                                                                      |
| Urna E | Urna F | Urna G | Urna H |
| Rio Branco-AC (67) Campinense (71) Santos-AP (72) Globo (77) Princesa do Solimões (78) Caldense (81) Volta Redonda (82) Moto Club (88) Vitória da Conquista (89) CSA (90) | Boavista-RJ (96) Atlético Acreano (99) Comercial-MS (103) Luziânia (104) Guarani de Juazeiro (108) Sergipe (114) Itabaiana (117) Ceilândia (118) Santo André (119) Desportiva (125) | São Bento (128) Murici (130) Altos (136) São Raimundo-RR (138) Anápolis (140) URT (142) São Raimundo-PA (143) Uniclinic (146) Audax (148, FPF 1) São José-RS (148, FGF 4) | Brusque (148, FCF 5) PSTC (148, FPF 6) São Francisco-PA (148, FPF 12) Sinop (148, FMF 14) Sete de Dourados (148, FFMS 22) Rondoniense (148, FFER 24) Ferroviária (164) Gurupi (168) Friburguense (207) Fast Clube (217) |

#### Partite
8, 9, 15 e 16 febbraio 2017.
| Squadra 1            | Risultato | Squadra 2      |
| -------------------- | --------- | -------------- |
| CSA                  | 1-4       | Sport Recife   |
| Sete de Dourados     | 1-0       | River          |
| Uniclinic            | 1-2       | Portuguesa     |
| Boavista-RJ          | 1-0       | Ceará          |
| Rio Branco-AC        | 1-0       | Figueirense    |
| Gurupi               | 2-1       | Londrina       |
| São Raimundo-PA      | 2-1       | Fortaleza      |
| Comercial-MS         | 0-1       | Joinville      |
| Volta Redonda        | 1-2       | Cruzeiro       |
| São Francisco-PA     | 3-0       | Botafogo-PB    |
| Murici               | 3-1       | Juventude      |
| Atlético Acreano     | 0-2       | América-MG     |
| Globo                | 2-5       | Fluminense     |
| Sinop                | 1-0       | Salgueiro      |
| Altos                | 2-0       | CRB            |
| Santo André          | 0-1       | Criciúma       |
| Princesa do Solimões | 0-2       | Internacional  |
| Friburguense         | 0-1       | Oeste          |
| São José-RS          | 1-1       | Sampaio Corrêa |
| Guarani de Juazeiro  | 1-0       | Náutico        |
| Caldense             | 0-1       | Corinthians    |
| Brusque              | 2-1       | Remo           |
| URT                  | 1-2       | Luverdense     |
| Desportiva           | 1-2       | Avaí           |
| Campinense           | 0-2       | Ponte Preta    |
| Rondoniense          | 0-2       | Cuiabá         |
| São Raimundo-RR      | 0-2       | Boa Esporte    |
| Itabaiana            | 2-4       | Goiás          |
| Santos-AP            | 0-2       | Vasco da Gama  |
| Fast Clube           | 1-1       | Vila Nova      |
| Anápolis             | 0-0       | Bragantino     |
| Luziânia             | 0-2       | Vitória        |
| Vitória da Conquista | 1-1       | Coritiba       |
| Ferroviária          | 1-1       | ASA            |
| São Bento            | 1-1       | Paraná         |
| Sergipe              | 0-2       | Bahia          |
| Moto Club            | 0-1       | San Paolo      |
| PSTC                 | 2-1       | Ypiranga-RS    |
| Audax                | 1-0       | América-RN     |
| Ceilândia            | 1-1       | ABC            |

### Secondo turno
22, 23 febbraio e 1º, 2 e 8 marzo 2017. Il fattore campo è stato determinato tramite sorteggio il 15 dicembre 2016.
| Squadra 1      | Risultato   | Squadra 2           |
| -------------- | ----------- | ------------------- |
| Sport Recife   | 3-0         | Sete de Dourados    |
| Portuguesa     | 0-2         | Boavista-RJ         |
| Gurupi         | 2-0         | Rio Branco-AC       |
| Joinville      | 1-0         | São Raimundo-PA     |
| Cruzeiro       | 6-0         | São Francisco-PA    |
| Murici         | 0-0 5-4 dcr | América-MG          |
| Sinop          | 1-3         | Fluminense          |
| Criciúma       | 2-2 4-3 dcr | Altos               |
| Internacional  | 4-1         | Oeste               |
| Sampaio Corrêa | 2-0         | Guarani de Juazeiro |
| Brusque        | 0-0 4-5 dcr | Corinthians         |
| Avaí           | 1-1 2-3 dcr | Luverdense          |
| Ponte Preta    | 1-1 4-5 dcr | Cuiabá              |
| Boa Esporte    | 0-0 2-3 dcr | Goiás               |
| Vila Nova      | 1-2         | Vasco da Gama       |
| Vitória        | 3-2         | Bragantino          |
| Coritiba       | 0-2         | ASA                 |
| Paraná         | 2-0         | Bahia               |
| PSTC           | 2-4         | San Paolo           |
| ABC            | 1-1 4-1 dcr | Audax               |

### Terzo turno
Andata 8, 9 e 16 marzo 2017, ritorno 15, 16 marzo e 6 aprile 2017. Il fattore campo è stato determinato tramite sorteggio il 2 marzo 2017.
| Squadra 1      | Totale      | Squadra 2     | Andata | Ritorno |
| -------------- | ----------- | ------------- | ------ | ------- |
| Boavista-RJ    | 0-4         | Sport Recife  | 0-3    | 0-1     |
| Joinville      | 3-2         | Gurupi        | 3-1    | 0-1     |
| Murici         | 0-5         | Cruzeiro      | 0-2    | 0-3     |
| Criciúma       | 3-4         | Fluminense    | 1-1    | 2-3     |
| Sampaio Corrêa | 1-7         | Internacional | 1-4    | 0-3     |
| Luverdense     | 1-3         | Corinthians   | 0-2    | 1-1     |
| Goiás          | 5-1         | Cuiabá        | 4-0    | 1-1     |
| Vasco da Gama  | 1-2         | Vitória       | 1-1    | 0-1     |
| ASA            | 0-0 1-4 dcr | Paraná        | 0-0    | 0-0     |
| San Paolo      | 4-2         | ABC           | 3-1    | 1-1     |

### Quarto turno
Andata 5 e 12 aprile 2017, ritorno 12 e 19 aprile 2017. Gli accoppiamenti e il fattore campo saranno determinati tramite sorteggio il 17 marzo 2017.
| Squadra 1     | Totale        | Squadra 2   | Andata | Ritorno |
| ------------- | ------------- | ----------- | ------ | ------- |
| Sport Recife  | 3 - 3 4-3 dcr | Joinville   | 2-1    | 1-2     |
| Vitória       | 0 - 2         | Paraná      | 0-2    | 0-0     |
| Goiás         | 2 - 4         | Fluminense  | 2-1    | 0-3     |
| Internacional | 2 - 2 4-3 dcr | Corinthians | 1-1    | 1-1     |
| San Paolo     | 2 - 3         | Cruzeiro    | 0-2    | 2-1     |

### Ottavi di finale

#### Sorteggio
Sono contrassegnate con un asterisco (*) le squadre che entrano nella competizione a partire dagli ottavi di finale, tra parentesi è indicata la posizione nel Ranking CBF.
| Urna 1 | Urna 2 |
| --- | --- |
| Grêmio* (1) Palmeiras* (2) Santos* (3) Atlético Mineiro* (5) Flamengo* (9) Athl. Paranaense* (11) Botafogo* (12) Chapecoense* (19) | Santa Cruz* (26) Atl. Goianiense* (27) Paysandu* (30) Sport Recife Internacional Paraná Cruzeiro Fluminense |

#### Partite
Andata 26 aprile, 3, 10 e 17 maggio 2017, ritorno 10, 17, 24 e 31 maggio 2017.
| Squadra 1  | Totale      | Squadra 2        | Andata | Ritorno |
| ---------- | ----------- | ---------------- | ------ | ------- |
| Santos     | 5 - 1       | Paysandu         | 2-0    | 3-1     |
| Botafogo   | 3 - 2       | Sport Recife     | 2-1    | 1-1     |
| Santa Cruz | 0 - 2       | Athl. Paranaense | 0-0    | 0-2     |
| Grêmio     | 5 - 1       | Fluminense       | 3-1    | 2-0     |
| Flamengo   | 2 - 1       | Atl. Goianiense  | 0-0    | 2-1     |
| Cruzeiro   | 1 - 0       | Chapecoense      | 1-0    | 0-0     |
| Paraná     | 3 - 4       | Atlético Mineiro | 3-2    | 0-2     |
| Palmeiras  | 2 - 2 (gfc) | Internacional    | 1-0    | 1-2     |

### Quarti di finale
Andata 28 giugno e 5 luglio 2017, ritorno 26 luglio e 27 luglio 2017. Gli accoppiamenti e il fattore campo sono stati determinati tramite sorteggio.
| Squadra 1        | Totale      | Squadra 2        | Andata | Ritorno |
| ---------------- | ----------- | ---------------- | ------ | ------- |
| Grêmio           | 7 - 2       | Athl. Paranaense | 4-0    | 3-2     |
| Flamengo         | 4 - 4 (gfc) | Santos           | 2-0    | 2-4     |
| Palmeiras        | 4 - 4 (gfc) | Cruzeiro         | 3-3    | 1-1     |
| Atlético Mineiro | 1 - 3       | Botafogo         | 1-0    | 0-3     |

### Semifinali
Andata 16 agosto 2017, ritorno 23 agosto 2017. Il fattore campo è stato determinato tramite sorteggio.
| Squadra 1 | Totale        | Squadra 2 | Andata | Ritorno |
| --------- | ------------- | --------- | ------ | ------- |
| Botafogo  | 0 - 1         | Flamengo  | 0-0    | 0-1     |
| Grêmio    | 1 - 1 2-3 dcr | Cruzeiro  | 1-0    | 0-1     |

### Finale
Il fattore campo è stato determinato tramite sorteggio.

#### Andata
| 7 settembre 2017 | Flamengo | 1 – 1 | Cruzeiro |  |

#### Ritorno
| 27 settembre 2017                            | Cruzeiro             | 0 – 0 | Flamengo |  |
| \| \| \| \| \| \| Tiri di rigore 5 – 3 \| \| |                      |       |          |  |
|                                              |                      |       |          |  |
|                                              | Tiri di rigore 5 – 3 |       |          |  |

## Classifica marcatori
Dati aggiornati al 27 settembre 2017.
| Gol |  |  | Giocatore        | Squadra       |
| --- |  |  | ---------------- | ------------- |
| 5   |  |  | Lucas Barrios    | Grêmio        |
| 5   |  |  | Léo Gamalho      | Goiás         |
| 5   |  |  | Rafael Sóbis     | Cruzeiro      |
| 4   |  |  | Bruno Henrique   | Santos        |
| 4   |  |  | Henrique Dourado | Fluminense    |
| 3   |  |  | Aldair           | Joinville     |
| 3   |  |  | Brenner          | Internacional |
| 3   |  |  | Carlos           | Internacional |
| 3   |  |  | Cícero           | San Paolo     |
| 3   |  |  | Jonathan Copete  | Santos        |
| 3   |  |  | Ederson          | Gurupi        |
| 3   |  |  | Guilherme Biteco | Paraná        |
| 3   |  |  | Leandro Pereira  | Sport Recife  |
| 3   |  |  | Nenê             | Vasco da Gama |
| 3   |  |  | Pedro Rocha      | Grêmio        |
| 3   |  |  | Robinho          | Cruzeiro      |
| 3   |  |  | Junior Sornoza   | Fluminense    |